# 영동 사로당
영동 사로당(永同 四老堂)은 충청북도 영동군 매곡면 노천리에 있는 조선시대의 건축물이다. 1986년 4월 28일 충청북도의 유형문화재 제151호로 지정되었다.

## 개요
현감 박수근이 그의 아우들과 학문을 논하던 곳이다. 조선 숙종 36년(1710)에 세워졌다.
앞면 3칸·옆면 2칸의 규모에 지붕은 옆모습이 여덟 팔(八)자 모양인 팔작지붕이다. 땅에서 1.2m 높이 위에 마루가 설치된 건물로 앞면 3칸 중 왼쪽 끝 1칸과 오른쪽 모퉁이를 온돌방으로 꾸미고 나머지를 대청마루로 하였다. 2단의 받침대 위에 주춧돌을 놓고 둥근 기둥을 세웠다. 사방에 간결한 난간이 둘러져 있고 온돌방의 창호가 알맞게 짜여져 있다.
사로당은 마루가 높게 설치된 건물의 특징을 갖춘 전형적인 별당건축이다.

## 참고 자료
- 영동 사로당 - 국가유산청 국가유산포털